# Villa Chierchia
Die Villa Chierchia (auch Palazzo di Roccella) ist ein Landhaus aus dem 17. Jahrhundert im Viertel Posillipo der Stadt Neapel in der italienischen Region Kampanien.

## Geschichte
Die Villa ließ Carlo Carafa 1629 an der Stelle erbauen, an der vorher ein altes Lazarett stand. 1872 kaufte die Adlige Maria Carolina d’Andria das Anwesen und das Haus wurde ab diesem Zeitpunkt „Villa Carolina“ genannt.
Die Prinzessin ordnete den Umbau des gesamten Gebäudes an und erhielt darüber hinaus von der Stadt Neapel die Erlaubnis, Gärten und Brunnen rund um das Landhaus anlegen zu lassen. Später kam die Villa nacheinander in den Besitz vieler weiterer Familien und Eigentümer, wodurch auch jeweils ihr Name wechselte: „Villa Proto“, „Casa Giulia“ und schließlich der heutige Name, der auf Giuseppe Chierchia zurückgeht.
Der letzte Eigentümer ließ wiederum einen Teil des Anwesens umbauen: Er ließ den Strand und den Garten so gestalten, dass sie zum Baden geeignet waren, und stellte einen Teil des Grundstücks zum Bau des Circolo Nautico Giovinezza (heute: Circolo Posillipo) zur Verfügung.